# 121 v. Chr.
Portal Geschichte | Portal Biografien | Aktuelle Ereignisse | Jahreskalender | Tagesartikel

◄ |
3. Jahrhundert v. Chr. |
2. Jahrhundert v. Chr. |
1. Jahrhundert v. Chr. |
►

◄ | 140er v. Chr. | 130er v. Chr. | 120er v. Chr. | 110er v. Chr. |
100er v. Chr. |
►

◄◄ | ◄ | 124 v. Chr. | 123 v. Chr. | 122 v. Chr. | 121 v. Chr. |
120 v. Chr. |
119 v. Chr. |
118 v. Chr. |
► |
►►
Staatsoberhäupter

## Ereignisse
- Lucius Opimius und Quintus Fabius Maximus Allobrogicus sind Konsuln der Römischen Republik. Sie nehmen große Teile der Gracchischen Reformen zurück, da Gaius Sempronius Gracchus nicht mehr zum Volkstribun gewählt worden ist. Bei der Abstimmung kommt es zu einem Tumult, woraufhin erstmals in der Geschichte der Republik der Staatsnotstand Senatus consultum ultimum ausgerufen wird. Gracchus’ Mitstreiter Marcus Fulvius Flaccus wird getötet, Gracchus selbst gelingt zwar die Flucht, er lässt sich jedoch wenig später von einem Sklaven töten.
- Südfrankreich wird durch römische Truppen erobert.

## Geboren
- um 121 v. Chr.: Publius Sulpicius Rufus, römischer Politiker

## Gestorben
- Marcus Fulvius Flaccus, römischer Politiker
- Gaius Sempronius Gracchus, römischer Volkstribun (* 153 v. Chr.)

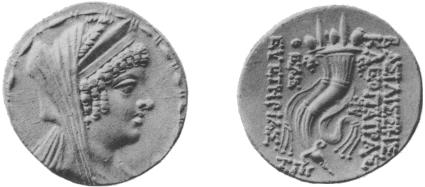
Münze der Kleopatra Thea

- Kleopatra Thea, ägyptische Prinzessin, Regentin des Seleukidenreichs (* um 165 v. Chr.)